# Agrotis segetis
Agrotis segetis là một loài bướm đêm trong họ Noctuidae.